# Кёттерихен
Кёттерихен (нем. Kötterichen) — община в Германии, в земле Рейнланд-Пфальц. 
Входит в состав района Вульканайфель. Подчиняется управлению Кельберг.  Население составляет 116 человек (на 31 декабря 2010 года). Занимает площадь 1,31 км².